# Rosa Morena
Manuela Pulgarín González (Badajoz, 11 de juliol de 1940 - Badajoz, 4 de desembre de 2019), més coneguda pel seu nom artístic Rosa Morena, va ser una cantant de copla, música popular, i actriu espanyola. Va cobrar la seva popularitat a Espanya en la dècada del 1970, després d'haver recorregut gran part d'Amèrica i els EUA quan encara era una jove amb gran virtuosisme vocal però poc coneguda al seu propi país.

## Biografia
Rosa Morena va néixer al carrer Felipe Checa a la ciutat de Badajoz, filla d'un miner i integrant d'una família nombrosa que es completava amb un nodrit nombre de germans (vuit), va començar a cantar a la seva terra als sis anys i va anar allí on va començar a fer-se coneguda a través de presentacions en Radio Extremadura, per a després -als nou anys- presentar-se en l'espectacle teatral Los nardos extremeños.
Als 11 anys va debutar a Madrid al costat del mestre Millán, en la Cavalcada cap de setmana de Bobby Deglané. I va començar la pluja de contactes: França, Bèlgica, Les Américas, Japó. Canal 13 de Buenos Aires la va fer una de les seves favorites, on va tenir oportunitat de conèixer a Chubby Checker. Assídua a actuar per a hotels de luxe com el Carib Hilton, El Convent, el Casino de Vinya del Mar, entre d'altres, reclamant-la en nombroses ocasions i compartint cartell amb artistes com Pepito Arvelo.
I Equador, Veneçuela, Costa Rica, El Salvador, Panamà, Santo Domingo, arribant -fins i tot- als EUA, on es va presentar al costat de Frank Sinatra, Dean Martin i Judy Garland, en El xou d'Ed Sullivan, a Nova York, sent descoberta per la Williams Morris. Va ser nomenada “La millor artista de la Ciutat dels Gratacels”, sent la primera cantant de parla hispana a adquirir aquest guardó, el qual, només ostentava la balladora Carmen Amaya. A més, va participar durant una gala benèfica en el Radio City Music Hall (Madison Square Garden), retransmetent-se en format de telemaratón en WOR-TV (Channel 9). Va actuar amb el bongosero cubà Candido i el guitarrista espanyol Sabicas, a més de tornar a compartir cartell amb els estels de El xou de Ed Sullivan citades anteriorment, Sammy Davis, Jr., entre d'altres. Aquest esdeveniment va ser organitzat per la fundació UCP (United Cerebral Palsy) de Nova York, presidida per Leo Hausman. Posteriorment a aquesta gala, durant una festa privada, va arribar a actuar al costat d'Ella Fitzgerald, amb la qual va fusionar jazz amb flamenc.
“The Blue Angel” i “Liborio” eren dos locals on es conservaven testimoniatges del pas de Rosa Morena, el remolí de l'Espanya moderna. El primer d'ells va ser un dels clubs més sofisticats de Manhattan. Mentre que “Liborio” va arribar a ser el millor cabaret llatí de Nova York en la dècada de 1960, on actuava al costat d'artistes com Candido, Celia Cruz o Olga Guillot.
Posteriorment i al seu retorn a Espanya va ser portada a Madrid on va començar una carrera summament popular, aconseguint conquistar definitivament al poble espanyol.
Va ser descoberta per al cinema a través del programa de televisió Gran Parada. La van veure els productors d'aquesta, els va agradar i la van contractar per a diverses pel·lícules.
La imatge sexy del flamenc pop d'Espanya que ella representava tots els anys als grans programes de televisió que animava Myrta Silva, la gran estrella de Puerto Rico, en les principals estacions del Carib, Nova York, Los Angeles, Chicago, Texas, etc.
L'any 1975 va ser la noia més fotografiada i entrevistada d'Espanya, sent l'artista que més portades va protagonitzar. Va obtenir tal popularitat, que empreses de prestigi com la franquícia americana Burger King, van demandar la seva imatge per a la inauguració del primer establiment de tot Europa, localitzant-se a Madrid. L'eixerida extremenya, que es va imposar cantant andalús, va anunciar recitals, pel·lícula a Hollywood, viatges, i la seva fe en què les seves cançons van ser força populars a tot arreu. Considerada com l'artista extremenya que més lluny ha arribat. Aclamada pel col·lectiu gai en els 70', arribant-la a coronar com a reina dels gais el 1977, a Madrid.
La seva trajectòria va ser dilatada i important, realitzant diversos discos i també pel·lícules; però lamentablement el 1987 es va veure interrompuda per una greu malaltia que li va provocar la pèrdua d'un pulmó, raó per la qual va haver d'efectuar-se dilatats tractaments de radioteràpia, i obligar-se a perllongats períodes de descans per a la seva recuperació, raons per les quals es va veure allunyada molt temps dels escenaris.
Va passar els darrers anys de la seva vida a la seva terra natal, on va reiniciar les classes de cant per tal de reprendre la seva carrera. En 2012 va anunciar, durant una entrevista per al programa “Nuestra tarde” de Canal Extremadura Televisión, l'engegada d'un nou projecte titulat “Volviendo con mi gente”. Al setembre del mateix any va publicar el seu últim àlbum titulat “Soy fuego”.
.
Va morir el 4 de desembre de 2019, a causa d'un càncer, a l'Hospital Universitari de Badajoz.

## Discografia
La seva discografia va tenir la importància necessària com per portar-la al triomf i la popularitat, no només al seu país sinó també a l'estranger. Un dels seus temes més coneguts, pel qual es va fer famosa a tot el món, va ser "Tira-li guindes al gall dindi". Va obtenir reconeixements com diversos Discos d'or, “Olé 70'”, “Super cançó nacional de l'estiu 72', entre d'altres.
- Belter 51.161 (1965): Malena / La adelfa / Tela del telón / Badajoz la tierra mía
- Belter 51.166 (1965): De Cuba a Puerto Rico / La bamba gitana / Tientos del silencio / Hava Nagila
- Belter 51.172 (1965): Por mi calle / Na más que un hombre / Que se detengan / Mi plegaria
- Belter 51.277 (1967): Naturaleza / Una farruca / Échale picante / Ni tú, ni tú
- Belter 51.279 (1967): Con el bongó / Por pura casualidad / Bolero por colombiana / Cumbia morena
- Belter 07.388 (1967): Mañana será otro día / Con dos barajas
- Belter 07.750 (1970): Échale guindas al pavo / Más vale tarde que nunca
- Belter 07.752 (1970): Me desperté llorando / Somos
- Belter 07.754 (1970): El Perepepepe / Quiero café
- Belter 07.807 (1970): Tú no me la das / Madre mía
- Belter 07.901 (1971): La hija de Don Juan Alba / Hay en el aire
- Belter 07.945 (1971): El gitano señorito / Llevo
- Belter 22.547 (1971): Ojos de color incierto
- Belter 08.100 (1972): El berebito / Tu estrella y la mía
- Belter 08.137 (1972): ¡Sereno...va! / Cucha niño
- Belter 08.161 (1972): Perdido amor / La gitana
- Belter 22.664 (1972): Sabor a menta / Shaon Pop / La Zarzamora
- Belter 08.252 (1973): Horas de amor / Extremadura
- Belter 08.299 (1973): Serva La Bari / La Lirio
- Belter 08.355 (1974): La rosa y el viento / Alí
- Hispavox 45-1218 (1975): Me quema la distancia / Uva madura
- Hispavox 45-1293 (1975): Que mírame / Perdida estoy
- Hispavox 45-1346 (1976): Qué más me da / Vete ya
- Hispavox 21-001 S (1976): Que mírame / No te quiero / Drácula / La fuerza de la costumbre / Uva madura / Me quema la distancia / Qué más da / Perdida estoy / Que me dé / Vete ya
- Olympo L-407 La hija de don Juan Alba (1976): Que toma, toma, toma
- Euro-Music EM-1.006 (1977): Me siento feliz / Creo en el amor
- Euro-Music EM-1.027 (1977): Merecumbé / De tus labios yo quiero beber
- Corvox CV-10.009 (1977): Me siento feliz / Tiene poema de amor / Ya verás / Sentir / Vete y hazlo / Merecumbé / Libre, libre, libre / De tus labios yo quiero beber / La Mami / Qué voy a hacer / Creo en el amor
- Corvox CV 10.080 (1979): Nada de ná / Para qué quieres volver
- Apolo Records, Tauro: T-3074 Lo mejor de Rosa Morena (1981): Como siempre / Penas de la Flamencona (C. Amaya - J. Galvao)[19]
- Columbia MO 2150 (1982): Ese señor / Anda y ven
- Columbia CPS 9702 Ese señor (1982): Ese señor / Anda y ven / Donde me dejastes / Hueles a fresco / Con la leña de los dos / No me excita / Entre el amor y el silencio / He vuelto a nacer / Tu loco desatino / Como te he amado yo
- SM Servimusic CD-1000 Tela de Araña (1998): Tela de araña / Curro mi Curro / ¿A dónde vas? / Ámame / Cambio de amor/ Ganas de querer / Jaula de cristal / Pañolitos de seda / Sin él / Copla al viento
- Divucsa 37647 Échale guindas al pavo y otros éxitos (2006): Échale guindas al pavo / El gitano señorito / La hija de don Juan de Alba / La zarzamora / Quiero café / La rosa y el viento / Perdido amor / La Lirio / Serva la Bari / Tu estrella y la mía / La gitana / Somos / Hay en el aire / Que toma toma toma / Me desperté llorando
- KMC Soy fuego (2012): Sigue así / Dame el fuego De tus labios / El ritmo de la vida / Soy fuego / Voy / Tan de repente / Báilame moreno / Ya lo sé / Quién crees que eres tú / Y te dirán